# Boga Lajos
Boga Lajos (Marosvásárhely, 1885. november 30. – Marosvásárhely, 1956. február 21.) természettudományi szakíró, szerkesztő.

## Életpályája
1906-tól tanársegéd Apáthy István intézetében és az Erdélyi Múzeum állattárának őre. 1920-tól a kolozsvári katolikus polgári iskolai tanárképzőben adott elő. 1925-től a csíkszeredai főgimnázium tanára, 1936-tól a székelyudvarhelyi katolikus főgimnázium igazgatója. 1941-től 1945-ig az Erdélyi Múzeum állattárának igazgató-őre, egyidejűleg a Múzeumi Füzetek (az EME természettudományi és matematikai közleményei) szerkesztője. 1945-től nyugdíjazásáig, 1948-ig a Bolyai Tudományegyetem állattani professzora.
Szakcikkei az EME kiadványaiban és külföldi folyóiratokban jelentek meg. Középiskolák számára növénytani és élettani tankönyveket írt. A Csíki Lapokban az 1930-as években zenei tárgyú művészeti írásokat közölt.